# Fiord Laubeufa
Fiord Laubeufa (ang. Laubeuf Fjord) – fiord na Oceanie Południowym, położony pomiędzy Wyspą Adelajdy a Loubet Coast. Został odkryty w styczniu 1909 roku i nazwany na cześć Maxime'a Laubeufa, francuskiego inżyniera okrętowego.